# Palpimanus maroccanus
Palpimanus maroccanus là một loài nhện trong họ Palpimanidae. Loài này được phát hiện ở Marokko en Algerije.